# 百舌鳥村
百舌鳥村（もずむら）は、かつて大阪府にあった村である。現在の堺市北区の一部にあたるが、百舌鳥夕雲町と東上野芝町1丁は堺区、上野芝町と北条町は西区になる。地名や小学校名などに名残りが見られる。

## 歴史
- 1919年（大正8年）4月1日：西百舌鳥村と中百舌鳥村が合併して、泉北郡百舌鳥村が誕生。大字赤畑に村役場を設置。
- 1938年（昭和13年）9月1日：泉北郡五箇荘村、南河内郡金岡村とともに堺市に編入される。
- 1939年（昭和14年）：堺市百舌鳥赤畑町、百舌鳥高田町、百舌鳥西之町、百舌鳥百済町、百舌鳥金口町、百舌鳥東之町、百舌鳥梅之町、百舌鳥夕雲町の町名に改称。上野芝町を新設。